# Siemianice, Polonia Mare
Siemianice este un sat în voievodatul Polonia Mare, în județul Kępno, în comuna Łęka Opatowska.